# Dahlandermotor

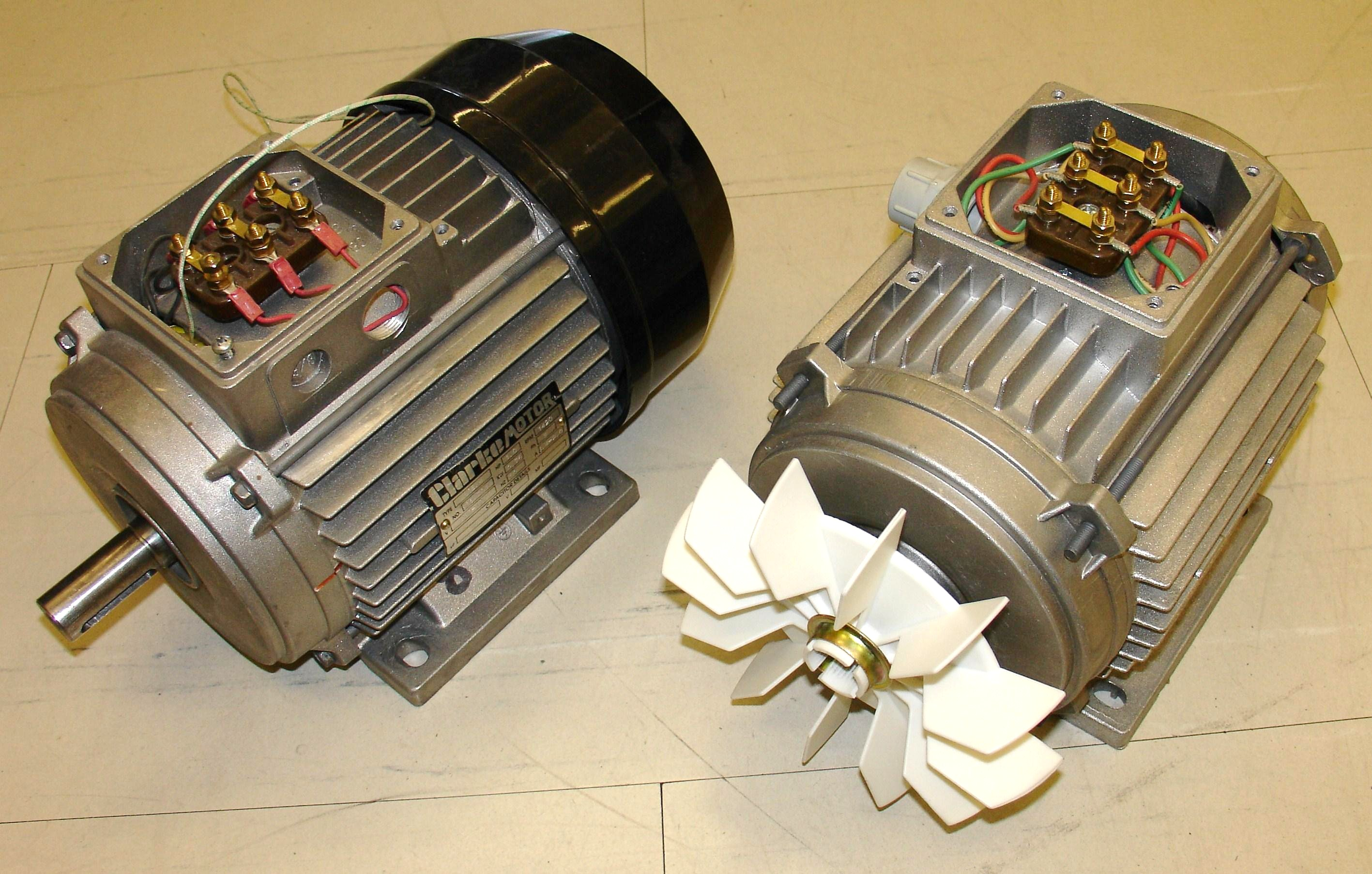
Normmotor met ventilator en koelribben

Een Dahlandermotor is een driefasige asynchrone motor met twee toerentallen. Hij werd in 1897 ontwikkeld door de Zweedse ingenieur Robert Dahlander.
Voor de tijd dat er frequentieregelingen bestonden (1980) werd er veel gewerkt met de Dahlandermotor. De Dahlandermotor is een variant van een driefasen asynchrone motor of driefasen-inductiemotor of asynchrone elektromotor. Hij wordt, net zoals een asynchroon motor, gevoed door een 3-fasen wisselspanningsnet. 
De motor wordt ook wel driefasige poolomschakelbare motor of CORGU-motor genoemd.

## Voordelen
Voordelen van dit type elektromotor zijn:
- De onderhoudsvrije en compacte constructie bij gebrek aan koolborstels, sleepringen of een collector.
- De motor heeft alle eigenschappen van een asynchrone motor maar kan bovendien op twee snelheden werken.

## Toerental
Het toerental van een draaistroommotor wordt bepaald door de frequentie van de driefasenspanning en het aantal poolparen. Een poolpaar bestaat uit een noordpool en een zuidpool.

## Berekening van het toerental
(synchroon)Toerental = (netfrequentie × 60) / aantal poolparen in RPM (= toeren per minuut)
Nominaal toerental = synchroon toerental - slip in RPM bij nominale belasting.
De slip is specifiek voor een bepaalde motor en wordt door de fabrikant opgegeven. Deze slip is bij nominale belasting.
Veel voorkomende (synchrone)toerentallen zijn 3000 toeren per minuut (twee polig), 1500 toeren per minuut (vierpolig), 1000 (zespolig) enz....(op basis van 50 Hz.)
Verschillende pooltallen en frequenties geven dus volgende toerentallen voor het draaiveld:
| Pooltal | Poolparen | nsync 50 Hz |
| ------- | --------- | ----------- |
| 2       | 1         | 3000 min−1  |
| 4       | 2         | 1500 min−1  |
| 6       | 3         | 1000 min−1  |
| 8       | 4         | 750 min−1   |

## Constructie

Aansluitschema, links driehoek, rechts dubbelster

De constructie van de Dahlandermotor is principieel dezelfde als die van de driefasige asynchrone motor met een kortsluit- of kooianker.
Het verschil is dat in de Dahlandermotor elk van de drie wikkelingen op de stator onderverdeeld is in twee gelijke helften. Hierdoor ontstaan poolparen met verhoudingen 4:2, 8:4 of 12:6. De poolomschakeling respectievelijk snelheidswijziging met een factor twee wordt verkregen met de zogenoemde Dahlanderschakelaar.
- Bij het grootste aantal polen, dat overeenstemt met de laagste snelheid, wordt de motor in driehoekschakeling aangesloten. De wikkelingshelften zijn in serie geschakeld en de stroom vloeit door beide in dezelfde richting.
- De hoogste snelheid wordt verkregen met het laagste aantal polen. De motor wordt dan in dubbelsterschakeling aangesloten. De wikkelingshelften zijn parallel geschakeld en worden met stromen in tegengestelde richting doorlopen.

## Trivia
Er is nog een mogelijkheid tot drie toerentallen. In dit geval wordt er naast de Dahlanderwikkeling, nog een derde wikkeling ingevoegd.
Deze derde wikkeling is volledig gescheiden van de Dahlanderwikkeling.